# Chrysotachina longipennis
Chrysotachina longipennis är en tvåvingeart som beskrevs av O'hara 2002. Chrysotachina longipennis ingår i släktet Chrysotachina och familjen parasitflugor. Inga underarter finns listade i Catalogue of Life.